# 疋田努
疋田 努（ひきだ つとむ、1951年 - ）は、日本の動物学者。京都大学名誉教授。主に爬虫両生類学の分野で広く活動している。日本爬虫両棲類学会の会長・標準和名委員会委員長を務める。

## 略歴
大分県臼杵市にて1951年に生まれる。1974年京都大学理学部生物系を卒業。1979年京都大学理学研究科博士課程を単位取得退学。同年から1995年まで京都大学理学研究科生物科学専攻助手。その後助教授・教授を経て2016年に退官。

## 人物
子供の頃から自然に親しんだ生活を送り、小動物や昆虫採集をしていた。学部生時代は生態学的研究を行い、卒業論文はアカネズミの歯による年齢査定だった。大学院進学の際に専攻を爬虫類の系統学に変更。その後、爬虫類の系統学・分類学・生物地理学の研究を行う。

## 著作
- （共著）『世界の天然記念物 9巻 両生類・爬虫類』　講談社　1987 ISBN 406191359X
- （共著）『動物系統分類学9 (下B2) 脊椎動物 (IIb1) 爬虫類I』　中山書店　1988 ISBN 4521071910
- （共著）Current Herpetology in East Asia Herpetology Society of Japan 1989
- 『爬虫類の進化』　東京大学出版会　2002 ISBN 4-13-060179-2
- （共著）『日本動物大百科　第5巻　両生類・爬虫類・軟骨魚類』　平凡社　1996 ISBN 4582545556
- （共著）『両生類・はちゅう類 (小学館の図鑑NEO)』　小学館　2004 ISBN 4092172060
- 『トカゲ・ヘビ・カメ大図鑑』　PHP研究所　2012 ISBN 4569782523